# Chief Minister des Australian Capital Territory
Der Chief Minister ist der Regierungschef des Australian Capital Territory. Der Vorsitzende der größten Partei in der Australian Capital Territory Legislative Assembly (Legislativrat des australischen Hauptstadtterritoriums) übernimmt üblicherweise dieses Amt. Im Gegensatz zu anderen Bundesstaaten und Territorien wird der Chief Minister nicht durch den Generalgouverneur ernannt, sondern aus den Reihen des Rates gewählt.
| Nr. | Name             | Lebensdaten | Partei                     | Amtszeit                            |
| --- | ---------------- | ----------- | -------------------------- | ----------------------------------- |
| 1.  | Rosemary Follett | (* 1948)    | Australian Labor Party     | 8. Mai 1989 – 5. Dezember 1989      |
| 2.  | Trevor Kaine     | (1928–2008) | Liberal Party of Australia | 5. Dezember 1989 – 6. Juni 1991     |
|     | Rosemary Follett | s. o.       | Australian Labor Party     | 6. Juni 1991 – 2. März 1995         |
| 3.  | Kate Carnell     | (* 1955)    | Liberal Party of Australia | 2. März 1995 – 18. Oktober 2000     |
| 4.  | Gary Humphries   | (* 1958)    | Liberal Party of Australia | 18. Oktober 2000 – 5. November 2001 |
| 5.  | Jon Stanhope     | (* 1951)    | Australian Labor Party     | 12. November 2001 – 12. Mai 2011    |
| 6.  | Katy Gallagher   | (* 1970)    | Australian Labor Party     | 16. Mai 2011 – 11. Dezember 2014    |
| 7.  | Andrew Barr      | (* 1973)    | Australian Labor Party     | seit 11. Dezember 2014              |